# Seznam županov Zagreba
Seznam županov Zagreba.

## Seznam
- Janko Kamauf (1851-1857)
- Josip F. Härdtl (1857)
- Svetozar Kušević (1858)
- Johan Lichtenegger (1858-1861)
- Vjekoslav Frigan (1861 -1868)
- Makso Mihalić (1868-1869)
- Dragutin Cekuš (1869-1872)
- Pavao Hatz (1872-1873)
- Stjepan Vrabčević (1873)
- Ivan Vončina (1874-1876)
- Stanko Andrijević (1876-1879)
- Matija Mrazović (1879-1881)
- Josip Hoffman (1881-1885)
- Nikola Badovinac (1885-1887)
- Ignjat Sieber (1887-1890)
- Milan Amruš (1890-1892)
- Adolf Mošinsky (1892-1904)
- Milan Amruš (1904-1910)
- Janko Holjac (1910-1917)
- Stjepan Srkulj (1917-1920)
- Svetozar Delić (1920)
- Dragutin Tončić (1920)
- Vjekoslav Heinzel (1920-1928)
- Stjepan Srkulj (1928-1932)
- Ivo Krbek (1932-1934)
- Rudolf Erber (1934-1936)
- Teodor Peičić (1937-1939)
- Mate Starčević (1939-1941)
- Jozo Dumančić (1941)
- Ivan Werner (1941-1944)
- Eugen Starešinić (1944-1945)
- Dragutin Saili (1945-1949)
- Mika Špiljak (1949-1950)
- Milivoj Rukavina (1950-1951)
- Mirko Pavleković (1951-1952)
- Većeslav Holjevac (1952-1963)
- Pero Pirker (1963-1967)
- Ratko Karlović (1967)
- Josip Kolar (1967-1972)
- Ivo Vrhovec (1972-1978)
- Ivo Latin (1978-1982)
- Mato Mikić (1982-1983)
- Aleksandar Varga (1983-1984)
- Zorislav Šonje (1984-1985)
- Tito Kosty (1985-1986)
- Mato Mikić (1986-1990)
- Boris Buzančić (1990-1993)
- Branko Mikša (1993-1995)
- Marina Matulović-Dropulić (1995-2000)
- Milan Bandić (2000-2002)
- Vlasta Pavić (2002-2005)
- Milan Bandić (2005-2021)